# いまこれTV!
いまこれTV!は、西日本放送で毎週水曜深夜24:59〜25:29(JST)に放送されている若者向けのエンタメ情報番組。人気アーティストのビデオクリップやインタビューに加え、DVD情報やパブリシティコーナーを交えている。DVD情報には前番組「ガハハTV」「LIBERTY CLICK」に引き続き、VIDEO IN ロッキーが協力していた。
2007年10月3日よりリニューアルされ、内容が一新された。
2009年12月30日放送終了。

## 出演者
- 磯部恵美
- 前田知香

## 過去の出演者
- 宮宇地美穂
- 葛谷亮